# Matías Rivero
Doroteo Matías Rivero Ramallo (Buenos Aires, 7 de febrero de 1815 - Tuyuty, Paraguay, 24 de mayo de 1866). Militar argentino. De destacada actuación en la guerras civiles argentinas y en la guerra de la Triple Alianza, durante la cual falleció.

## Biografía

### Infancia
Hijo del porteño Matías Antonio Rivero Cueli y de la porteña María del Tránsito Ramallo Urquiza; fue bautizado el 9 de febrero de 1815 en la Basílica Nuestra Señora de la Merced y administró el sacramento el presbítero don Manuel Villegas. Fue madrina doña Estefanía Conde.

### Sus inicios en las armas
Se inició en la carrera de las armas con solo quince años, en calidad de aspirante de la compañía de cazadores del Batallón "Guardia Argentina" el 7 de octubre de 1830 en el cual fue promovido a subteniente 1.º de la 2.ª compañía, el 5 de febrero del año siguiente, marchando en aquellos días a la provincia de Córdoba en la campaña que las fuerzas federales realizaron contra el general José María Paz, formando parte Rivero del Cuerpo porteño de Ejército Federal que comandaba el general Juan Ramón Balcarce, el cual estuvo de regreso en Buenos Aires el 20 de septiembre de 1831, terminada la campaña con la casual captura del general Paz por las fuerzas aliadas santafesinas.
El 9 de abril de 1832 fue promovido a teniente 2.º de la compañía de granaderos de su batallón, y el 16 de diciembre del mismo año a teniente lro de la 2.ª compañía del Batallón Guardia Argentina, siendo destinado a servir en la isla Martín García en el mes de febrero de 1833, pero habiéndose enfermado gravemente poco después, debió regresar a Buenos Aires a hospitalizarse. El 19 de noviembre del mismo año fue ascendido a capitán de la misma compañía. Pasó a la Plana Mayor Especial el 6 de marzo de 1834 y a la Inactiva el 24 de noviembre de igual año, por Ley de 19 de agosto del mismo año; hasta que fue dado de baja en junio de 1835, después de haber estado agregado al Regimiento 4.º de Campaña desde el 1 de diciembre.

### Exilio
Perseguido por los seguidores de Rosas, el capitán Rivero se vio obligado a emigrar al Estado Oriental del Uruguay, prestando servicios militares a la causa unitaria. Actuó en la campaña de los ejércitos libertadores en el interior, en 1840 y 1841, como ayudante del general Gregorio Aráoz de Lamadrid. Al organizarse la defensa de Montevideo, fue designado teniente coronel y jefe del Batallón "Libertad", el que en 1844 fue refundido en otros cuerpos, en enero de 1843, permaneciendo en aquel puesto hasta fines del año siguiente, en que pasó a formar parte del ejército que el general Paz organizaba en el campamento de Villanueva, cercano a Mercedes, provincia de Corrientes. En la defensa de la capital uruguaya asistió a numerosos hechos de armas, en los que se distinguió por su bien probado valor, entre otros: salida del 9 de junio de 1843; salida general del 5 de julio; combate del Buceo, el 31 de octubre de aquel año; salida general y combate del Pantanoso, el 24 de abril de 1844, bajo el comando superior del general Paz, función de guerra en la que actuó como segundo de Rivero el teniente coronel graduado Manuel Lerchunde, y a numerosas acciones de menor importancia, entre ellas, la del 15 de enero de 1844 en el ataque al cantón de Villardebó. Poco después de esta fecha fue que marchó a Corrientes.
En el Ejército Aliado Pacificador, compuesto por un Cuerpo de Ejército paraguayo y por el ejército de Corrientes, mandó el batallón "Cazadores de la Unión" y a su frente asistió a la campaña de 1846, con motivo de la invasión de la provincia por las fuerzas federales entrerrianas al mando del brigadier Justo José de Urquiza. Disuelto el Ejército Aliado Pacificador a consecuencia de los sucesos de abril de aquel año, el teniente coronel Rivero continuó al servicio de los Madariaga, en las fuerzas armadas de la Provincia de Corrientes. Tuvo a sus órdenes, a fines de 1845, la flotilla correntina, según se desprende del parte pasado al Ministro de Guerra y Marina del Estado Oriental, por Giuseppe Garibaldi, el 15 de diciembre de aquel año, desde Salto.
En la batalla de Caseros, el 3 de febrero de 1852, el coronel Rivero tuvo a sus inmediatas órdenes una brigada de infantería, compuesta por los batallones "San Martín", "Buenos Aires" y "Federación" (unidades de infantería porteña que poco antes pertenecieron al ejército sitiador de Montevideo), que formó parte del centro del Ejército Grande, al lado de la división brasileña, al mando del brigadier Manuel Marqués de Sousa. La brigada del coronel Rivero fue la única fuerza del centro de aquel ejército que combatió vigorosamente contra la bizoña infantería rosista pues las tropas imperiales no intervinieron sino en una fase de la lucha allí empeñada.

## Regreso y apoyo a la Confederación Argentina
El 1 de abril de 1852 fue nombrado jefe del Batallón "Federación". En las elecciones practicadas unos días después de esta fecha en la ciudad de Buenos Aires, el coronel Rivero fue candidato a diputado por la lista semioficial.
El coronel Emilio Conesa sobornó la tropa del Batallón "Federación" el cual se pronunció el 11 de septiembre de 1852 con los demás cuerpos de la guarnición, contra las autoridades provinciales y nacionales provisorias. El coronel Rivero fue destinado a la Plana Mayor A. del Ejército del separatista Estado de Buenos Aires el 23 de noviembre de aquel año.
Hizo causa común con el coronel Hilario Lagos cuando este se pronunció el 1 de diciembre contra el gobierno separatista porteño. Establecido el sitio de Buenos Aires el día 6, en la mañana del día siguiente, el coronel Rivero penetró con una pequeña fuerza de caballería hasta la plaza del Retiro (actual Plaza General San Martín), intimándoles a los oficiales del Batallón 1.º de Línea (ex-Batallón Federación), acuartelados en aquel punto, obedeciesen sus órdenes, pues que el Parque y otros lugares se habían ya sometido al coronel Lagos; la actitud y firmeza del comandante Conesa y otros oficiales del Batallón 1.º de Línea, que resistieron enérgicamente disponiéndose a emplear las armas para escarmentar al coronel Rivero, anuló el propósito de este.
Tal actitud salvó la plaza del Retiro, evitando que cayese en manos de los rebeldes. Rivero pasó de allí al cuartel del coronel Juan Antonio Lezica, en las inmediaciones de las Monjas Catalinas, donde se hallaba el plantel de su unidad, el Batallón 2.º de Línea (ex- Batallón "Constitución"), poco menos que en cuadro: Rivero le intimó rendición, asegurando que ya lo había hecho el Batallón 1.º de Línea y otros puntos importantes de la Capital. Durante esa ligera conferencia, Alfredo Seguí, oficial del Batallón 1.º de Línea, tomando un disfraz oportuno, penetró hasta el cuartel del coronel Lezica, con bastante peligro de su vida, y le informó lo que había sucedido en el cuartel de su cuerpo. Esto robusteció la resistencia del coronel Lezica. Ante estas novedades, concurrió el coronel Bartolomé Mitre, comandante Pastor Obligado y mayor Estanislao del Campo, con algunas fuerzas, y entrando a la plaza del Retiro por la calle Perú, entablaron una fuerte guerrilla con la tropa del coronel Rivero, disparando un tiro a metralla sobre ésta, que huyó en todas direcciones. A fines del mismo mes, Rivero fue dado de baja del ejército porteño.
Fue uno de los firmantes de la nota pasada desde el Arroyo Maldonado, el 19 de diciembre de 1852 al general José María Flores, ofreciéndole el mando de las fuerzas sitiadoras de Buenos Aires. También el coronel Rivero fue uno de los jefes que se reunieron en la chacra de Olivera, partido de San José de Flores, el 24 del mismo mes, y levantaron un Acta desconociendo la autoridad del gobernador de Buenos Aires.
Asistió a numerosas funciones de guerra durante el sitio de esta ciudad, entre ellos a la del 2 de junio de 1853, en la que fue herido de bala en la frente el coronel Mitre: en esta oportunidad, el Batallón 2.º de Línea, que había hecho alto al pie de la barranca de Balcarce, fue molestado por el certero fuego del batallón de Rivero, uno de los mejor organizados del enemigo. Posteriormente siguió sirviendo en las fuerzas de la Confederación Argentina.

### Guerra de la Triple Alianza y muerte
Al estallar la guerra de la Triple Alianza, Rivero ya se hallaba incorporado al Ejército Argentino el 3 de mayo de 1865, y el 1 de noviembre del mismo año fue nombrado comandante de la 3.ª Brigada del ler Cuerpo del Ejército, al mando del general Wenceslao Paunero. Se halló en el pasaje del río Paraná, el 16 de abril de 1866, y el 2 del mes siguiente contribuyó poderosamente al triunfo del Estero Bellaco, como consta en el parte del general Paunero.
En la gran batalla de Tuyutí, el 24 de mayo de 1866, el coronel Matías Rivero rindió el tributo de su vida gloriosa en el campo de la acción combatiendo con denuedo al frente de sus tropas, según expresa el general Mitre en su parte; y el general Paunero, al comunicar al Comandante en Jefe la actuación de su Cuerpo de Ejército en la tremenda batalla, señala la digna comportación del coronel Rivero, quien cayó traspasado de una bala en circunstancias que desplegaba sus fuerzas.
Muerto el coronel Rivero, asumió el comando de su Brigada el coronel santafesino José Ramón Esquivel, que continuó conduciendo las fuerzas a sus órdenes con la bizarría con la cual habían entrado en fuego.

### Miscelánea
A raíz de haber dado parte de enfermo el teniente coronel Rivero, pero sin comunicarlo oficialmente, y sólo ordenando a su segundo cumpliese las órdenes que recibiese; el 15 de enero de 1844, en el ataque al cantón "Villardebó", tuvo un grave altercado con el coronel Marcelino Sosa, a consecuencia de una crítica que este formuló sobre el proceder de Rivero por no haber pasado parte de enfermo como correspondía, en voz alta (sin saber que el último estaba allí cerca), y censurando al general Paz, que había hecho sacrificar al Batallón 3.º de Guardia Nacional y al Jefe del Batallón "Libertad", que no se hallaba en su puesto. Esto originó un violento cambio de palabras entre Rivero y Sosa, que se desafiaron y se trasladaron inmediatamente a la llamada "Casa de Gutiérrez", que hacía cruz con la quinta de Andión, donde se dejaron caer de sus caballos y se trabaron en un crudo y encarnizado combate, en el que recibió Rivero un tremendo hachazo en la cara; lo que no impidió, sin embargo (ambos fueron arrestados por orden de Paz), que el 9 del mes siguiente se le viese a Rivero cargar el ataúd que contenía el cadáver de Sosa, muerto el día anterior, y conducirlo bañándolo en lágrimas, desde la casa de Sosa, situada en la línea interior frente al portón de Labandera, hasta el Cementerio, sin permitir que nadie lo relevase.

## Matrimonios y descendencia
El coronel Rivero se casó dos veces. El 22 de enero de 1840 se casó en primeras nupcias con María de la Concepción Ambrosia Estanislada Fabre Rivero; de este matrimonio no tuvo descendencia. Se casó en segundas nupcias el 10 de mayo de 1852 con Indalecia Paula Castex González. De este último matrimonio tuvo cinco hijos.